# Zenobio Lorenzo Guilland
Zenobio Lorenzo Guilland (San Andrés de Giles, 24 dicembre 1890 – Paraná, 12 febbraio 1962) è stato un arcivescovo cattolico argentino.

## Biografia
Ordinato sacerdote il 28 ottobre 1914, il 18 settembre 1934 papa Pio XI lo nominò arcivescovo di Paraná, che da pochi mesi era stata elevata al rango di metropolia. Ricevette la consacrazione episcopale per le mani dell'allora nunzio apostolico in Argentina, l'arcivescovo Filippo Cortesi (co-consacranti i vescovi Miguel de Andrea e César Antonio Cáneva).
Morì a Paraná il 12 febbraio 1962, all'età di 71 anni.

## Genealogia episcopale e successione apostolica
La genealogia episcopale è:
- Cardinale Scipione Rebiba
- Cardinale Giulio Antonio Santori
- Cardinale Girolamo Bernerio, O.P.
- Arcivescovo Galeazzo Sanvitale
- Cardinale Ludovico Ludovisi
- Cardinale Luigi Caetani
- Cardinale Ulderico Carpegna
- Cardinale Paluzzo Paluzzi Altieri degli Albertoni
- Papa Benedetto XIII
- Papa Benedetto XIV
- Papa Clemente XIII
- Cardinale Bernardino Giraud
- Cardinale Alessandro Mattei
- Cardinale Pietro Francesco Galleffi
- Cardinale Giacomo Filippo Fransoni
- Cardinale Carlo Sacconi
- Cardinale Edward Henry Howard
- Cardinale Mariano Rampolla del Tindaro
- Cardinale Antonio Vico
- Arcivescovo Filippo Cortesi
- Arcivescovo Zenobio Lorenzo Guilland

La successione apostolica è:
- Vescovo Anunciado Serafini (1935)
- Arcivescovo Antonio José Plaza (1950)
- Arcivescovo Adolfo Servando Tortolo (1956)
- Arcivescovo Fortunato Antonio Rossi (1961)